# Дзвінки (пам'ятка природи)
Дзві́нки — ботанічна пам'ятка природи місцевого значення в Україні. Об'єкт природно-заповідного фонду Хмельницької області. 
Розташована в межах Шепетівського району Хмельницької області, на північ від села Тростянка. 
Площа 2,5 га. Статус присвоєно згідно з розпорядженням облвиконкому від 11.06.1970 року № 156-р«б». Перебуває у віданні ДП «Ізяславський лісгосп» (Білогірське лісництво, кв. 21, вид. 5). 
Статус присвоєно для збереження частини лісового масиву з цінними насадженнями сосни.